# General Prologue

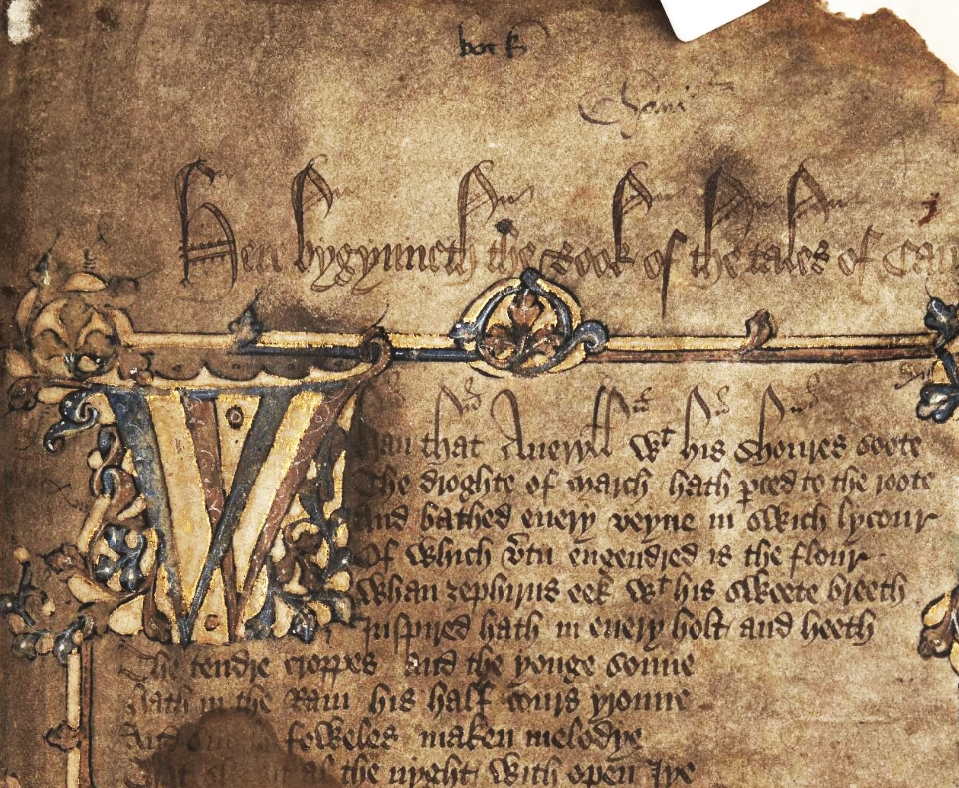
De eerste regels van de General Prologue uit het Hengwrt Chaucer manuscript:
"Whan that Aprill with his shoures soote
The droghte of March hath perced to the roote,
And bathed every veyne in swich licour
Of which vertu engendred is the flour"

De General Prologue is de naam die nu wordt gegeven aan het inleidende deel van The Canterbury Tales, het onafgewerkte Middelengelse meesterwerk van de 14e-eeuwse Engelse schrijver Geoffrey Chaucer.

## Datering
Chaucer begon in de late jaren 1380 aan The Canterbury Tales als geheel te werken en bleef dat doen tot kort voor zijn dood in vermoedelijk 1400. Aan de General Prologue is hij waarschijnlijk vrij vroeg begonnen, maar het is mogelijk niet het eerste wat hij er voor schreef. Hij heeft de proloog bovendien ook niet in een keer geschreven, maar van tijd tot tijd herwerkt. Noch de 'Second Nun', noch de 'Nun's Priest' worden in de General Prologue beschreven, wat doet vermoeden dat Chaucer van plan was om nog een revisie te schrijven.

## Tekst
De General Prologue is een 858 versregels tellend gedicht, geschreven in het Middelengels. De titel stamt niet uit Chaucers tijd. Veel van de manuscripten van The Canterbury Tales hebben geen titel, een paar beschrijven het als de proloog voor het hele boek als 'prologues libri' of iets dergelijks. In het Hengwrt Chaucer manuscript staat: "Here bygynneth the Book of the tales of Caunterbury".
In veel van de manuscripten staat de naam van de pelgrims in de marge, maar er zijn geen andere belangrijke annotaties. Er zijn een paar overgeleverde manuscripten die afbeeldingen van de pelgrims bevatten, waaronder het beroemde Ellesmere manuscript, maar nergens staat een afbeelding bij de General Prologue, enkel bij de start van elk verhaal.

## Synopsis
De General Prologue laat ons kennismaken met de meeste van de personages die in The Canterbury Tales deelnemen aan de pelgrimstocht. Alleen de kanunnik en zijn knecht ('The Canon and his Yeoman') worden niet beschreven, want zij zullen zich pas later op de reisweg bij het gezelschap aansluiten. Chaucer bevindt zich in de Tabard Inn in Southwark, waar hij een bont gezelschap van bedevaarders aantreft. Ze komen uit allerlei klassen en verschillende delen van Engeland en zijn allen op weg naar Canterbury om het graf van de heilige Thomas Becket te gaan bezoeken. In The Prologue wil Chaucer een beschrijving geven van "their 'condition', their 'array', and their social 'degree'" (hoe ze eruitzien, hun bezigheid en hun manier van doen).
To telle yow al the condicioun,
Of ech of hem, so as it semed me,
And whiche they weren, and of what degree,
And eek in what array that they were inne,
And at a knyght than wol I first bigynne.
(Ik wil jullie vertellen, Hoe ze eruitzagen en hun afkomst, hoe ze gekleed gingen, en met een ridder wil ik eerst beginnen)

## Personages
Onder de pelgrims bevinden zich de volgende personages:
- a knight (een ridder)
- a squire (een schildknaap, zoon van de ridder)
- a yeoman: (vrijgeboren knecht; hier een houtvester, boswachter)
- a prioress (een kloostermoeder of priores), vergezeld van:
- a second nun (een tweede non) en van
- a nun's priest (de priester van de non)
- a monk (een monnik)
- a friar (een broeder)
- a merchant (een handelaar)
- a clerk (een universiteitsstudent)
- a sergeant of law (een advocaat)
- a franklin (een landeigenaar)
- a parson (een pastoor)
- a haberdasher (een verkoper van hoeden en andere kleine zaken)
- a carpenter (een timmerman)

- a weaver (een wever)
- a dyer (een verver van stoffen)
- a tapestry weaver (een wandtapijtenwever)
- a cook (een kok)
- a shipman (een schipper)
- a doctor of physic (een geneesheer)
- a wife of Bath (een vrouw van Bath)
- a plowman (een landbouwer)
- a miller (een molenaar)
- a manciple (een econoom[3])
- a reeve (een rentmeester)
- a summoner (een dagvaarder)
- a pardoner (een aflatenhandelaar)
- the host (de waard)
- Chaucer (een pelgrim)

De volgorde waarin de bedevaarders worden voorgesteld, is bepaald door hun maatschappelijke rang. Eerst de adel en geestelijkheid, dan de handelaars en ambachtslieden, en ten slotte de boeren.

## Analyse

### Genre
De General Prologue is niet zomaar een inleiding tot The Canterbury Tales, maar een standensatire, een onafhankelijk genre dat tijdens de middeleeuwen veel voorkwam in West-Europa.
De feodale samenleving was traditioneel opgedeeld in drie standen: de clerus (zij die bidden), de adel (zij die vechten) en het landvolk (zij die werken en zorgen voor voedsel). Voor vrouwen waren er drie specifieke standen, maagd, echtgenote en weduwe. In de tijd van Chaucer kwam er in de steden nog een vierde stand bij, de handelaars, en een nieuwe onderverdeling bij de clerus, de intellectuelen. Deze laatsten waren hoog opgeleid, maar zonder een functie binnen die clerus.
Door middel van de standensatire werd een analyse van de maatschappij gegeven in termen van hiërarchie, sociale functie en moraliteit. Dit genre was de ideale vorm om de spot te drijven met de misbruiken die gangbaar waren in de verschillende standen.
In de General Prologue zorgt Chaucer ervoor om vertegenwoordigers uit elke stand in zijn groep pelgrims te brengen, waarbij hij de 'Knight', de 'Parson' en de 'Plowman' als de drie ideale pelgrims van de bedevaart maakt en de 'Clerk' model laat staan voor wie leert en onderwijst. Religieuze figuren zijn onder andere 'Prioress', 'Monk', 'Friar', 'Parson' en 'Pardoner', aristocraten zijn onder andere 'Knight' en 'Squire' en het landvolk wordt vertegenwoordigd door de 'Plowman'. Vertegenwoordigers van de middenklasse zijn onder andere 'Miller', 'Reeve', 'Cook', 'Wife of Bath', 'Franklin', 'Merchant' en 'Shipman'. The Wife of Bath staat voor zowel echtgenote als weduwe en de 'Prioress' is waarschijnlijk een maagd.
De General Prologue verschilt op een aantal punten van het standaardpatroon van de standensatire. Zo zijn de pelgrims individuen en geen groepen, bijvoorbeeld een 'Monk', geen 'monks' in het algemeen. Iedere pelgrim op zich staat bekend onder zijn of haar beroep en niet met zijn of haar naam. Veel van de kracht van hun portrettering komt echter voort uit wat de auteur en zijn publiek verwachten van de groep of het beroep waartoe het individu behoort. Chaucer koos vertegenwoordigers van standen die inderdaad op bedevaart zouden gegaan zijn in het veertiende-eeuwse Engeland. Koningen en kardinalen horen daar bijvoorbeeld niet bij; grondbezitters, ververs en deurwaarders daarentegen wel. Toch behoudt hij een vertegenwoordiger van iedere stand.
Chaucer vermijdt ook de in een satire gebruikelijke scheldwoorden. Hij is een meester in de ironie. Iedere pelgrim is 'de beste' op zijn terrein; soms is dat waar, alleen is er geen eenstemmigheid wanneer dat dan wel zo is. Ironie is soms veel subtieler dan een aanval op het onvermogen om aan een ideaalbeeld te voldoen. De pelgrims worden vaak gedeeltelijk gedefinieerd door hetgeen Chaucer niet over hen zegt. Ironie kwam in de middeleeuwse retoriek voor als een onderafdeling van de allegorie: de vertelling beweert iets anders dan wat de auteur bedoelt. Maar middeleeuwse allegorieën verklaren ook steevast wat ze dan wel betekenen. Chaucer doet dat niet. Het oordeel hangt af van de aanwijzingen die de lezer oppikt uit de tekst en sommige daarvan zijn zeer dubbelzinnig.

### Structuur
De General Prologue lijkt wel met opzet ongeorganiseerd te zijn samengesteld, mogelijk om de sfeer weer te geven van een rommelig allegaartje reizigers dat het toeval heeft samengebracht. The Canterbury Tales is een raamvertelling die te beschouwen is als een satire op de drie middeleeuwse klassen (geestelijkheid, adel en boeren) die allen even corrupt blijken te zijn. Vooral de kerk krijgt er echter bij Chaucer van langs.

### Introductie personages
Na de inleiding die begint met 
Whan that Aprill with his shoures soote 
The droghte of March hath perced to the roote
stelt Chaucer de personages voor in volgorde van belangrijkheid.
De verteller (Chaucer zelf dus) begint met zijn karakterisering van de ridder (the knight), volgens hem de nobelste van alle pelgrims. De ridder is moedig, loyaal, vrijgevig, toont goede manieren en hecht veel belang aan eer en decorum. Zijn ongeveer 20-jarige zoon heeft al in veel veldslagen meegevochten en begeleidt zijn vader als schildknaap. Hij heeft meer de manieren van een hoveling en is de liefde toegewijd. Het volgende personage dat Chaucer beschrijft, is de yeoman van de ridder en de diens zoon, een vrije knecht die gekleed gaat als een boswachter en gewapend is met pijl-en-boog. De priorin ('Madame Eglentyne') doet erg haar best om de tafelmanieren van hovelingen na te bootsen en spreekt Frans met een Engels accent. De monnik is een uiterst knappe man die van de jacht en van paarden houdt. Hij begeeft zich buiten het klooster om zaken te doen voor het klooster. Hij geeft de indruk zich niet veel van de kloosterregels te willen aantrekken en gaat liever op jacht. Ook de broeder (the friar) die van aalmoezen zou moeten leven, neemt het met die religieuze regels niet zo nauw. Hij is een erg joviaal en vrolijk man en neemt biechten af waarvoor hij geld vraagt. Ondanks zijn gelofte van armoede kleedt hij zich als een rijk man. Ook de handelaar (the merchant) kleedt zich opzichtig met dure laarzen en pelsen hoeden. Hij is voortdurend bezig met zijn eigen profijt en vraagt leningen zonder dat hij die kan terugbetalen. Na de handelaar komt de geleerde Oxford-student (the clerck) die alleen maar geïnteresseerd is in boekenwijsheid. De advocaat (the man of law) is een drukbezet man die de indruk wil wekken dat hij altijd bezig is, zelfs als dat niet zo is. Op deze manier gaat Chaucer verder met het introduceren van alle personages die na deze proloog hun eigen verhalen zullen vertellen.

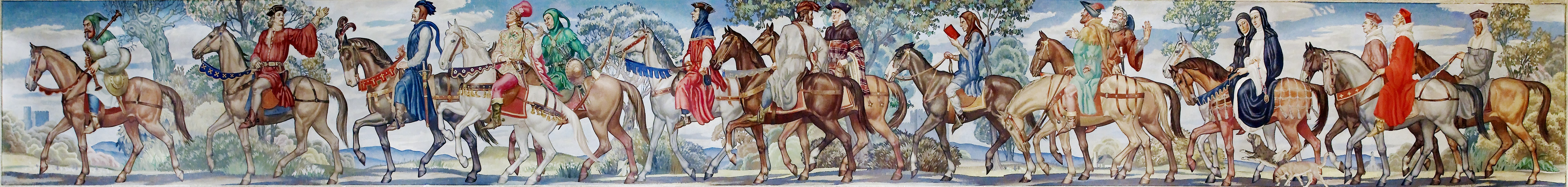
Ezra Winter, The Canterbury Tales muurschildering (1939), Library of Congress John Adams Building, Washington, D.C.